# Susanne (roman)
Susanne: ett ungt hjärtas historia är en roman av Amanda Kerfstedt, utgiven 1903 på Hiertas bokförlag.
Gurli Linder recenserade boken i Dagens Nyheter den 21 december 1903 och ansåg att den hade en anda som var "ren och god".